# Sericomyrmex saussurei
Sericomyrmex saussurei är en myrart som beskrevs av Carlo Emery 1894. Sericomyrmex saussurei ingår i släktet Sericomyrmex och familjen myror. Inga underarter finns listade i Catalogue of Life.